# Julie Cooper (nuotatrice)
Julie Cooper (...) è un'ex nuotatrice statunitense.

## Carriera
Ha vinto la medaglia d'oro ai campionati mondiali di nuoto di Perth 1991 nella 4x100m stile libero.

## Palmarès
- Mondiali

Perth 1991: oro nella 4x100m stile libero.